# Kroyeria elongata
Kroyeria elongata is een eenoogkreeftjessoort uit de familie van de Kroyeriidae. De wetenschappelijke naam van de soort is voor het eerst geldig gepubliceerd in 1967 door Pillai.